# Jeanne-Marie Amat-Roze
Jeanne-Marie Amat-Roze, née en 1948, est une géographe française spécialisée en géographie de la santé. Après des travaux sur des maladies tropicales, elle s'intéresse à la diffusion géographique mondiale du SIDA et aux inégalités d'accès aux soins, notamment en France. Pionnière dans le développement de la géographie de la santé en France, elle s'est investie dans le développement de la géographie au travers du Comité national français de géographie.

## Biographie
Jeanne-Marie Amat-Roze naît en 1948. Lors de ses études, elles s'intéresse aux questions de santé des populations avec un mémoire sur les bilharzioses à Madagascar. Agrégée de géographie, elle enseigne dans le secondaire tout en préparant, sous la direction de Jean Delvert, sa thèse « Aspects géographiques du paludisme, du littoral ivoirien au Sahel voltaïque » à l'université Paris-IV, thèse soutenue en 1981. Elle y devient maîtresse de conférences en 1987. Elle soutint son habilitation à diriger des recherches en 2002 sur « Tropicalité et santé, regards géographiques » et obtient un poste de professeure en 2004 à l'université Paris Est-Créteil. Jeanne-Marie Amat-Roze est à l'origine du premier master en géographie de la santé en France et développant des collaborations avec le milieu de la santé (Institut Pasteur).
Très investie dans le tissu institutionnel et associatif, elle est successivement de 2004 à 2008 vice-présidente du Comité national français de géographie puis de 2008 à 2012 sa secrétaire, développant la commission géographie de la santé. 

## Travaux
Pionnière dans le développement de la géographie de la santé en France, les recherches de Jeanne-Marie Amat-Roze portent sur les inégalités d'accès à la santé dans les sociétés. 
Elle s'intéresse à la diffusion spatiale de plusieurs maladies tropicales, la bilharziose puis le paludisme,. Son étude de la diffusion du SIDA est pionnier dans son domaine : elle montre que celui-ci était très présent dans les années 1980 dans les territoires dits pionniers de l'épidémie tout en circulant de manière faible, et donc sans être identifié, dans le reste de la population,. C'est dans les années 1990, avec son développement en Afrique australe que le VIH se développe fortement pour ensuite se diffuser mondialement. Elle montre que la politique d'apartheid en Afrique du Sud, et de développement séparé en Namibie et Zimbabwe, par la formation de quartiers noirs à la population jeune cumulant les facteurs d’aggravation de la maladie (pauvreté, violence, précarité), à favorisé la diffusion du SIDA. Quand les politiques nomment et combattent la pandémie, elle montre que celle-ci est enrayée, au contraire de ceux mettant en place une stratégie du doute avec des médecins ne reconnaissant pas les études internationales sur le sujet.
À travers plusieurs études et atlas, elle montre les disparités dans l'accès à la santé dans les territoires, travaux qui sont ensuite largement repris. En 2012, France, la capitale et la région PACA sont par exemple bien dotées en médecins, au contraire de la Picardie dernière du classement. Elle montre que les spécialistes choisissent les zones géographiques les plus dynamiques et analyse l'action politique pour corriger ces effets, par exemple le choix de l'emplacement de maisons de santé.
Au sein de l'Académie des sciences d'outre-mer, elle développe un travail sur ma mémoire de la Seconde guerre mondiale dans ces territoires, notamment sur les flux de population vers la métropole. Il est prolongé par une muséographie,.

## Hommages
- Membre de l'Académie des sciences d'outre-mer en 2004[2]
- Membre de l'Académie royale des sciences d'outre-mer de Belgique[2]

## Décorations
- Chevalière de l'ordre des Palmes académiques (2012)[16]
- Chevalière de la Légion d'honneur (2018)[16]

## Publications

### Ouvrages
- Marcel Bazin, Jeanne-Marie Amat-Roze, Brigitte Dumortier, Geraud Magrin, Olivier Sanmartin, Roman Stadnicki et Roland Pourtier, Géopolitique de l'Afrique et du Moyen-Orient, Nathan, 2 juin 2022, 480 p. (ISBN 978-2091674797)
- Jeanne-Marie Amat-Roze et Christian Benoit, L' Empire colonial français dans la Grande Guerre: un siècle d'histoire et de mémoire, Dacres, coll. « Mémorial de Verdun », 2021 (ISBN 979-10-92247-98-5)
- François Rodhain, Frédéric Bessat, Jeanne-Marie Amat-Roze et René Houin, Changements climatiques, maladies infectieuses et allergiques, Broché, 8 septembre 2003, 418 p. (ISBN 978-2842994563)
- Jeanne-Marie Amat-Roze, Bilan de santé: L'Afrique face à ses défis sanitaires, Colophon asbl, 1er janvier 2001 (ISBN 978-2930254050)
- Jeanne-Marie Amat-Roze et André Gamblin, Images économiques du monde, SEDES, 1er mars 1999, 411 p. (ISBN 978-2718190396)

### Articles
- Jeanne-Marie Amat-Roze, « Les inegalites geographiques de l'infection a vih et du sida en Afrique sud-saharienne », Social Science & Medicine, special Issue Geographical Equalities of Mortality in Developing Countries, vol. 36, no 10,‎ 1er mai 1993, p. 1247–1256 (ISSN 0277-9536, DOI 10.1016/0277-9536(93)90214-O, lire en ligne, consulté le 5 juillet 2023)
- Jeanne-Marie Amat-Roze, « La territorialisation de la santé : quand le territoire fait débat », Hérodote, no 143,‎ 2011, p. 13-32 (lire en ligne)
- (en) Evelyne Combier, Hélène Charreire, Marc Le Vaillant, Francis Michaut et Jeanne-Marie Amat-Roze, « Perinatal health inequalities and accessibility of maternity services in a rural French region: Closing maternity units in Burgundy », Health & Place, vol. 24,‎ 1er novembre 2013, p. 225–233 (ISSN 1353-8292, DOI 10.1016/j.healthplace.2013.09.006, lire en ligne, consulté le 5 juillet 2023)
- Jeanne-Marie Amat-Roze, « L'infection à V.I.H. et le SIDA en Afrique noire : facteurs d'épidémisation et de régionalisation », Les Cahiers d'Outre-Mer, vol. 42, no 168,‎ 1989, p. 333–355 (DOI 10.3406/caoum.1989.3318, lire en ligne, consulté le 5 juillet 2023)
- Jeanne-Marie Amat-Roze, « La santé, une construction interdisciplinaire. L'exemple du dialogue géographie », Recherche en soins infirmiers, no 106,‎ 2011, p. 5-15 (lire en ligne)